# Karibisk kungsmakrill
Karibisk kungsmakrill (Scomberomorus regalis) är en fiskart som först beskrevs av Bloch, 1793.  Karibisk kungsmakrill ingår i släktet Scomberomorus och familjen makrillfiskar. IUCN kategoriserar arten globalt som livskraftig. Inga underarter finns listade i Catalogue of Life.